# Il cavaliere dalla pelle di leopardo
Il cavaliere dalla pelle di leopardo (in georgiano ვეფხისტყაოსანი?, pron. vɛpʰxist’q’ɑosɑni) è il poema epico nazionale della Georgia. Fu composto nel XII secolo da Šota Rustaveli, definito "corona e gloria della cultura georgiana". Consiste in più di 1600 quartine shairi. È considerato "il capolavoro della letteratura georgiana", ed occupò per secoli un posto importante nel cuore dei georgiani, la maggioranza dei quali era capace di recitarne intere stanze. Fino al primo XX secolo una copia del poema costituiva parte essenziale della dote di ogni sposa.

## Storia e contesto
Il poema fu scritto durante l'età dell'oro del Regno di Georgia e del regno della regina Tamara di Georgia, che fu intronizzata dal padre re Giorgio III di Georgia. La regina Tamara fu celebrata dai poeti per la sua bellezza, intelligenza e abilità diplomatica. Estese il regno georgiano al suo massimo storico, respinse le invasioni e istituì protettorati su molte terre musulmane e cristiane. Sotto il suo regno, l'economia prosperò. Le carovane commerciali georgiane raggiunsero l'Egitto ayyubide, la Rus' di Kiev e l'Impero Bizantino. La scienza medievale si sviluppò e furono costruiti i più grandi monasteri e chiese della Georgia. La letteratura laica si sviluppò al punto di eguagliare i più grandi testi religiosi.
Sullo sfondo di questa "notevole crescita", Šota Rustaveli compose il suo poema. Rustaveli, un Meskhetian della città georgiana sud-occidentale di Rustavi, era vicino alla regina Tamara e forse le servì come tesoriere. Probabilmente partecipò a molte campagne militari. Le storie del suo poema sono ambientate in terre lontane, ma le sue rappresentazioni allegoriche della Georgia dell'epoca sono riconoscibili. Per esempio, si riferisce alla cultura del vino e a un "re donna" che divenne erede di suo padre.
Nel prologo, Rustaveli dice di aver scritto questa poesia per lodare il "re" Tamara e nell'epilogo, elogia il principe consorte Davide Soslani.

## Contenuto

### Titolo
Il titolo originale Vepkhistqaosani (ვეფხისტყაოსანი) significa letteralmente "uno con una pelle di vepkhi". L'identità dell'animale a cui si riferisce tale parola non è certa e può essere una tigre, una pantera o un leopardo. Nella lingua georgiana moderna si riferisce alla tigre, tuttavia, secondo le ricerche più moderne, preferirebbe significare pantera. Allo stesso modo, la qualifica di "cavaliere" non deriva dal titolo originale, ma esistono traduzioni alternative, come "valoroso", "Signore" o semplicemente "uomo".

### Trama
La storia può essere divisa in due parti: la prima parte è la ricerca, da parte di Avtandil, di Tariel, il "cavaliere in pelle di pantera"; la seconda parte è la ricerca di Nestan-Darejan, l'amore di Tariel, da parte di Avtandil.

#### Ricerca di Tariel
Il re d'Arabia, Rostevan, non ha figli maschi e conferisce il trono alla sua unica figlia, la bella e saggia Tinatin. Questa ha un tenero affetto per Avtandil, cavaliere e comandante in capo degli eserciti di Rostevan. Un giorno, Avtandil sfida il re Rostevan a una gara di caccia. Dopo tre giorni di caccia, incontrano un cavaliere che piange vicino a un fiume: l'uomo indossa una pelle di pantera e, dopo aver ucciso gli schiavi inviati dal re per contattarlo, scompare. Rostevan invia uomini in tutto il mondo per cercare il misterioso cavaliere, ma si scoraggia quando fallisce.
Tinatin chiede ad Avtandil di trovare lo strano cavaliere entro tre anni, promettendogli in cambio la sua mano in matrimonio. Dopo due anni e nove mesi di ricerche, Avtandil trova il cavaliere dalla pelle di pantera nascosto in una grotta, in compagnia di una fanciulla. Il nome del cavaliere è Tariel, figlio di Saridan, re del settimo regno dell'India. È stato erede del re Farsadian, re degli altri sei regni, per molti anni prima di innamorarsi della figlia di Farsadian, Nestan-Darejan. Tariel fa la guerra ai khataviani per guadagnarsi il favore di Nestan, ma è costernato nell'apprendere che è già stata promessa al principe khwarezmiano.
Tariel non poteva sopportare l'idea del suo matrimonio e, su richiesta di Nestan, uccise il pretendente. La principessa fu messa su una barca e lasciata alla deriva in mare. Nonostante la lunga ricerca del suo amore, Tariel non riuscì a trovarla. Più tardi incontrò Nuradin-Phridon, sovrano di Mulgazanzar, che gli disse che Nestan era viva, ma intrappolato su una barca lontana. Tariel si ritirò in una grotta per vivere nel deserto con Asmat, l'ex ancella e messaggera di Nestan. Commosso da questa storia, Avtandil promette la sua amicizia e fratellanza a Tariel, e accetta di aiutarlo a trovare il suo amore, Nestan-Darejan. Avtandil torna a casa in Arabia e racconta a Tinatin la storia di Tariel. Contro il volere di re Rostevan, ritorna dal suo nuovo amico.

#### Ricerca di Nestan-Darejan
Avtandil lascia Tariel per andare nel regno di Fridon, dove non trova alcuna informazioni su Nestan-Darejan. Continuando la sua ricerca, arriva nella città di Gulansharo, dove incontra Patman, la moglie del capo Usen, che si innamora di lui. Avtandil, intuendo di conoscere il destino di Nestan-Darejan, soccombe alla seduzione di Patman, che gli dice di aver tenuto Nestan a casa sua e, poiché Nestan era stata promessa al figlio del re, l'ha aiutata a fuggire, ma nella sua fuga Nestan fu rapita da Kaji, il re demone. Avtandil torna quindi a casa a Fridon e nella grotta di Tariel e più tardi tutti e tre gli amici decidono di andare nel paese di Kaji con un esercito di trecento uomini per trovare Nestan. Quando viene liberata, tutti ritornano in Arabia, dove il re Rostevan perdona ad Avtandil la sua fuga e l'aver infranto il suo ordine. Tutti celebrano il matrimonio di Avtandil con l'unica figlia del re, Tinatin. Partono poi per l'India, dove Tariel sposa il suo amore Nestan. Anche Fridon torna in patria e i tre amici regnano felici con prosperità e generosità nei loro rispettivi regni.

## Edizioni
- Sciota Rustaveli, Il cavaliere dalla pelle di leopardo
  -  Traduzione di Sc. Beridzé, Milano, Edizioni Bianchi-Giovini, 1945, SBN CUB0568676. 
  -  Traduzione di M. Picchi e M. Angioletti, Caltanissetta, Ed. Salvatore Sciascia, 1981, SBN PAL0112302. 
  -  Traduzione di A. Benelli, Ragusa, Ed. Libroitaliano, 1998, SBN LO10473512.
- (EN) Shot'ha Rust'haveli, The man in the Panther's Skin, A close rendering from the Georgian attempted by Marjory Scott Wardrop. Reprinted from the original English edition, London 1912, Nekeri Publishing House, 2005, ISBN 99940-808-3-0.